# Klaun Ferdinand

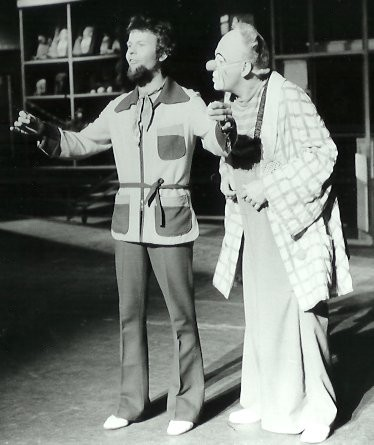
Klaun Ferdinand (vpravo) a "Kouzelník Peter" (Peter Kersten) ve starém Friedrichstadtpalast v Berlíně

Klaun Ferdinand byla oblíbená dětská televizní a filmová postava ze série dětských filmů o klaunu Ferdinandovi, kterého ztvárňoval česko-německý herec Jiří Vršťala. Série televizních filmů byla vytvářena v česko-německé spolupráci s východoněmeckou televizí za autorské spolupráce režiséra Jindřicha Poláka, později byla vytvářena pouze ve východoněmeckém televizním studiu DFF. Poté, co se Jiří Vršťala přestěhoval do NDR, vzniklo několik dalších dílů této série přímo v NDR. Klaun Ferdinand působil také na jevišti v dětských estrádních představeních, některé z těchto výstupů byly zaznamenány i na německých gramofonových deskách.

## Přehled série

### Česká část
- 1959 Klaun Ferdinand jede do města (televizní film)
- 1959 Klaun Ferdinand jede do televize (televizní film)
- 1959 Klaun Ferdinand peče dort (televizní film)
- 1959 Klaun Ferdinand u moře (televizní film)
- 1959 Klaun Ferdinand uklízí (televizní film)
- 1963 Klaun Ferdinand chce spát (německy: Clown Ferdinand will schlafen)
- 1963 Klaun Ferdinand a chemie (německy: Clown Ferdinand und die Chemie)
- 1963 Klaun Ferdinand a raketa (celovečerní dětský sci-fi film režiséra Jindřicha Poláka natočený v původních dekoracích filmu Ikarie XB 1)
- 1963 Klaun Ferdinand a kufr (německy: Clown Ferdinand und der Koffer)

### Německá část - původní názvy
- 1969 - Der Weihnachtsmann heißt Willi - (film)
- 1978 - Ferdinand, was nun? - (televize)
- 1979 - Ferdinand rettet die Sonne - (televize)
- 1980 - Ferdinand wird Vater - (televize)
- 1981 - Ferdinand sucht den Regenbogen - (televize)
- 1983 - Ferdinand im Reich der Töne - (televize)